# Кордон Австрії та Швейцарії
Сучасні держави Австрія та Швейцарія мають кордон довжиною 180 км. Кордон розділений на дві частини, Ліхтенштейном. Довша частина кордону проходить через Grison Alps, а коротша, розпочинається від Альпійського Рейну до його гирла в Боденському озері.

## Історія
Кордон змінювався неодноразово та в більшій мірі  відображає успіх різних суперників дому Габсбургів зокрема, Старої Швейцарської Конфедерації та Вільної Держави Трьох Ліг, в обмеженні впливу Габсбурзьких ерцгерцогів Австрії на захід від Рейну. Більша частина альпійської частини кордону з XV була під контролем Вільної Держави Трьох Ліг (за винятком Vinschgau, який був придбаний Австрією лише в 1499 році і залишався спірною територією до 18 століття). Альпійська долина Рейну має складну феодальну історію (частково була придбана графами Тоггенбургами протягом XIV - XV ст.), але території на її лівому березі до XVII ст. стали підпорядкованими територіями Швейцарської Конфедерації.
Нинішній кордон є результатом створення Гельветської Республіки в 1798 році. Протягом 19 століття Республіка була частиною західного кордону Австрійської імперії, пізніше Австро-Угорської. В ХХ столітті Федеративна Держава Австрія після програшу у складі Третього Рейху у Другій світовій війні, окупована союзниками західноєвропейських держав.  Зрештою, сучасна Австрія була утворена в 1955 році.  Ліхтенштейн був створений як незалежне князівство за Пресбурзьким миром (1805), хоча номінально залишався членом Рейнського Союзу до 1866 року.
Приєднання Швейцарії до Шенгенської зони в грудні 2008 року скасувало всі паспортні перевірки між двома країнами. Проте швейцарські та австрійські митники зберігають присутність на частих пунктах перетину кордону, оскільки вони все ще мають повноваження зупиняти подорожуючих для проведення митних перевірок, оскільки Швейцарія не входить до Митного союзу ЄС.

## Географія
Як показано на національній карті Швейцарії, швейцарсько-австрійсько-італійське місце зустрічі кордонів знаходиться на північ від  Piz Lad, в Енґадіні. Кордон проходить по річці Інн між Мартіна і  Наудерс, а потім проходить на захід до Замнауна. Вона ріже через High Alps, що з'єднують вершини Grübelekopf (2,894 м або 9495 футів), Bürkelkopf (3033 м або 9951 футів), Greitspitz (2867 м або 9406 футів), Piz ROTS (3097 м або 10161 футів), Fluchthorn ( 3398 м або 11 148 футів), Augstenberg (3230 м або 10 600 футів), Piz Buin (3312 м або 10 866 футів) і Gross Seehorn (3122 м або 10 243 фути), приблизно слідуючи північному вододілу Engadin, а потім до Isentällispitz (2873 м або 9 426 футів) і Schesaplana (2,496 м), 2,496 м. Північний вододіл долини Prättigau, що зустрічається з південним кордоном Швейцарії, Австрії та Ліхтенштейну в Наафкопф (2570 м або 8430 футів).
Від північного швейцарсько-австрійсько-ліхтенштейнського кордону швейцарсько-австрійський кордон проходить по Альпійському Рейну (який також утворює швейцарсько-ліхтенштейнський кордон), проходить на схід від Diepoldsau і досягає Боденського озера в Райнек; швейцарсько-австрійсько-німецька частина кордону знаходиться в межах Боденського озера.